# 長崎精道小学校・中学校
長崎精道小学校･中学校（ながさきせいどうしょうがっこう･ちゅうがっこう, Nagasaki Seido Elementary and Junior High School）とは、長崎県長崎市三原二丁目にある私立の女子小学校・中学校。準完全小中一貫教育を行っている。

## 概要
歴史
1978年（昭和53年）に開校した「長崎精道小学校」を前身とする。その3年後の1981年（昭和56年）に男女別学を開始。2023年（令和5年）に創立45周年を迎えた。
校名の由来
「精道」は、オプス・デイの日本支部が置かれている兵庫県芦屋市の地名からとられたものである。
特徴
カトリックの属人区の1つであるオプス・デイ（Opus Dei、ラテン語で「神の業」）の理念にしたがって教育を行っている。設立母体は修道会ではないため、いわゆるミッション・スクールではない。女子小学校としては長崎県内に1校のみである。
建学の精神
カトリックのオプス・デイの精神により、知･情･意の三分野の調和の元に全人格的な成長を促し、真の自由の精神を培い、本当の「しあわせ」を享受すると共にその「しあわせ」を広める事のできる人間を育成する。
指導目標
そだてよう「剛い（つよい）心」「寛い（ひろい）心」
校章
新約聖書の中の「DUC IN ALTUM （ラテン語で「沖に漕ぎ出せ」の意味）」（ルカ5:4）というキリストの言葉にちなみ、大海原に漕ぎ出す船の絵となっており、その周りに英語で校名（NAGASAKI SEIDO）が記されている。
校歌、学園歌
作詞は教職員、作曲は山口修による。2番まであり、学園の名称である「精道」が歌詞に登場する。姉妹校の精道三川台小学校・中学校・高等学校（男子校）でも同じ歌が歌われている。
通学
徒歩、路線バス、電車と路線バス等。なお西彼杵郡長与町・時津町・長崎市東長崎地区方面へ4路線、スクールバスを運行している。
給食
小中ともに完全給食。業務は姉妹校の三川女子調理師学校が担当している。
制服
冬服はブレザー（小は濃紺、中は黒）、リボン、濃緑チェックのスカート。夏服は水色のチェック。

## 沿革
- 1978年（昭和53年）
  - 2月25日 - 財団法人精道教育促進協会[2]を母体として、「学校法人 精道学園」が設立される。
  - 4月1日 - 現在地に「長崎精道小学校」が開校。男子校舎が完成するまでの間、男女共学教育を開始。
- 1981年（昭和56年）
  - 8月 - 三原に隣接する三川町に男子校舎が完成。
  - 9月 - 男子が完成した校舎に移転を完了したため、男女別学教育を開始。女子校舎を「三原校」、男子校舎を「三川台校」とする。三原校に体育館が完成。
- 1983年（昭和58年）10月 - 日私小連九州地区研修会の会場校となる。
- 1984年（昭和59年）4月1日 - 中学校を併設し、「長崎精道小学校・中学校」（現校名）となる。
- 1987年（昭和62年）
  - 2月 - 学園歌を制定。オプス・デイの初代属人区長（二代総長）、アルバロ・デル・ポルティーリョが来校。
  - 8月 - 住吉に分教室「グレース」を開設。
- 1988年（昭和63年）
  - 4月1日 - 組織改編により、三川台校（男子校）が分離し、「精道学園三川台小学校・中学校[3]」として独立。
  - 11月 - 小・中合同文化祭「みじょ娘（みじょこ）祭り[4]」開始。
- 1989年（平成元年）5月 - 学園体操が完成。
- 1991年（平成3年）
  - 2月 - カトリック長崎大司教の島本要が来校。
  - 10月 - 男子校とともに日私小連九州地区研修会の会場校となる（2度目）。
- 1993年（平成5年）12月 - 運動場を整備。
- 1994年（平成6年）
  - 3月 - 分教室グレースが住吉から本尾へ移転。
  - 7月 - ライブラリーと語学演習室を整備。
- 1995年（平成7年）
  - 3月 - 校門周辺を整備。
  - 12月 - オプス・デイの第2代属人区長（三代総長）ハビエル・エチェバリーア司教が来校。
- 1997年（平成9年）8月 - 創立20周年を記念し、校舎外装工事を実施。
- 1998年（平成10年）10月 - 男子校とともに日私小連九州地区研修会の会場校となる（3度目）。
- 2002年（平成14年）7月 - パソコン教室を設置。
- 2004年（平成16年）
  - 4月 - 運動場崖を整備。
  - 5月 - 学童保育「セイドークラブ」を開始。
- 2005年（平成17年）10月 - 男子校とともに日私小連九州地区研修会の会場校となる（4度目）。
- 2006年（平成18年）
  - 1月 - 相談室を開設。
  - 4月 - ENG (English for the Next Generation) Programを導入。読み聞かせボランティア、食育活動を開始。
- 2007年（平成19年） 
  - 4月 - 国際理解活動推進拠点校に指定される（2年間）。
  - 9月 - カトリック本原教会において創立30周年記念感謝ミサを執行。
- 2008年（平成20年）
  - 2月 - カトリック長崎大司教の高見三明が来校。
  - 4月 - 中学校制服（冬服･合服）を改定。
- 2009年（平成21年）4月 - オプス・デイの属人区長ハビエル･エチェバリーア司教が来校（14年ぶり2回目の訪問）[5]。
- 2011年（平成23年）1月 - 卒業記念として校内通路「みじょ娘の小径」が完成。分教室グレースが本尾から松山に移転。
- 2012年（平成24年）12月 - 小学校舎の耐震化工事を完了。

## 学校行事
- 運動会（小･中）

「Family Sports Day （ファミリー・スポーツ・デイ）」と呼ばれる。毎年5月に行われ、縦割りの同色メンバーで励まし合い協力しあう。
- レシテーションコンテスト（小）

英語の課題文を暗唱し人前で発表する事で英語学習への達成感を味わい、自信をもつ。
- 海外語学研修旅行（中1・2年生の希望者）

夏休みに2週間アイルランドの姉妹校で集中的に行われる英会話授業とホームステイで実践的な英語力を高める。隔年実施。
- 文化祭（小・中）

「みじょ娘（みじょこ）祭り」と呼ばれる。毎年11月、2日間に渡って行われている。
- 1日目 - 演劇・合唱・展示の部
- 2日目 - バザーの部

- クリスマス会（小･中）
  - 前半 - 聖歌を歌ったりキャンドルサービスをするなど、幻想的な雰囲気の中で神父様の講話を聞く。
  - 後半 - サンタクロースやトナカイがプレゼントを持ってやってくる。

## 特別活動
- 新英語力研究システム（ENG Program）

週に1度のアメリカ人インターンの方達による英語の授業、そしてインターンが出演されるオリジナルDVDを使い小学校では毎日5分間、英会話学習（English Time）の時間を設け、中学校では毎日英語の授業の中で、DVDを見ながら復習している。
- ボランティア活動

老人ホームの訪問や街頭募金を毎年定期的に行っている。

## 姉妹校
- 精道三川台小学校・中学校・高等学校（男子校）
- 三川女子調理師学校
- ローズクロフト校（イギリス）- Rosecroft School
- ローズモント校（アイルランド）- Rosemont Secondary School for Girls
- タンガーラ校（オーストラリア）- Tangara School for Girls
- サンスエーニャ校 - Colegio Sansueña（スペイン）

## 協力提携機関
- 城南台コンファランス・センター（大分県 大分市）
- セイドー外国語学院・セイドー外国語研究所（兵庫県 芦屋市）
- 奥芦屋スタディセンター（兵庫県 芦屋市）
- 下鴨アカデミー女子学生寮　（京都府 京都市）

## 交通アクセス
最寄りのバス停
- 長崎県営バス 「三原小学校前」バス停
  - JR九州 長崎駅や浦上駅方面から循環バスに乗車。
    - 偶数番号（6番・12番）は長崎駅 - 浦上駅 - 松山 - 本原一丁目 - 三原小学校前 - 西山台団地 - …
    - 奇数番号（5番・11番）は逆回り（浦上駅 - 長崎駅 - 中央橋 - 諏訪神社前 - 西山台団地 - 三原小学校前 - 本原一丁目 - …）

  - 住吉バス停（チトセピア前）から三原団地行きのミニバスに乗車。

最寄りの県道
- 長崎県道235号昭和馬町線

## 周辺
- 精道三川台小学校・中学校・高等学校
- 三川女子調理師学校
- 長崎市立三原小学校
- 長崎市立三川中学校
- みはら保育園
- 聖アントニオ幼稚園
- カトリック本原教会
- 長崎三原郵便局
- 長崎県警察 浦上警察署 三原交番